# 橋爪浩一
橋爪 浩一（はしづめ こういち、1972年11月30日 - 1999年7月9日）は、日本のファッションモデル、俳優。

## 来歴
長野県伊那市出身。身長183cm。映画「花より男子」で共演した谷原章介と藤木直人はメンズノンノモデルコンテストの同期である。岩井俊二監督作『PiCNiC』、TVドラマ『ショムニ』などの出演で知られる。
1999年7月9日、死去。享年26。

## 出演

### テレビドラマ
- ドク（1996年、フジテレビ）町田光雄 役
- しようよ2♡ 女教師ナズナの場合（1996年、テレビ朝日）水樹トオル 役
- 彼女たちの結婚（1997年、フジテレビ）
- いとしの未来ちゃん（1997年、テレビ朝日）第5話ゲスト
- 世にも奇妙な物語 '97秋の特別編「望みの夢」（1997年、フジテレビ）
- シングルス（1997年、フジテレビ）中原要 役
- ニュースの女（1998年、フジテレビ）渡部修二 役
- 凄絶!嫁姑戦争 羅刹の家（1998年、テレビ朝日）宮地誠至 役
- ショムニ第1シリーズ - スペシャル2（1998年 - 2000年、フジテレビ）秋本譲 役
- 天国に一番近い男（1999年、TBS）甘粕三郎 役

### 映画
- 『花より男子』(1995年8月19日公開)美作あきら 役
- 『PiCNiC』(1996年6月15日公開)サトル 役
- 『女刑事RIKO 聖母の深き淵』(1998年4月25日公開)鮎川慎二 役

### CM
- 『NISSAN LUCINO B14前期』岩井俊二監督
- 『NISSAN LUCINO B14前期』「ルキノ・ハッチ誕生編」(30s)

### オリジナルビデオ
- 『女刑事RIKO 女神の永遠』（1998年）

### バラエテイ
- 『ザッツ!・上岡龍太郎vs50人』（TBS）「男性モデル50人」をテーマに取り上げたときに、50人のうちの一人として竹野内豊らと出演
- 『世界ウルルン滞在記』（1997年12月21日、MBS）＃１３０　本場イタリアのオリーブオイルに橋爪浩一が出会った

### その他のテレビ番組
- 『夕食ばんざい』（フジテレビ）ペンネアラビアータ